# Medicina alternativa

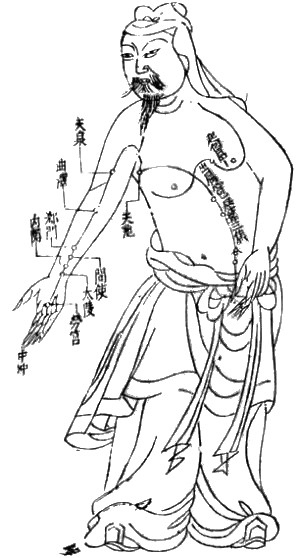
Pontos de acupuntura (Dinastia Ming)

Medicina alternativa descreve qualquer prática que visa atingir os efeitos curativos da medicina, mas que carece de plausibilidade biológica e não foi testado, não é testável ou já foi provada a sua ineficácia. Termos como Medicina complementar, e medicina holística são alguns dos muitos tipos de rebranding do mesmo fenômeno. Terapias alternativas têm em comum o fato de residirem fora da ciência médica, e se baseiam em pseudociência. Práticas tradicionais se tornam "alternativas" quando usadas fora de seus contextos originais sem evidências ou explicações científicas adequadas. [carece de fontes?]Termos derrogatórios frequentemente usados para a alternativa são medicina new-age ou pseudomedicina, com pouca distinção do charlatanismo.
Algumas práticas alternativas são baseadas em teorias que contradizem a ciência sobre como o corpo humano funciona, outras se referem a explicações sobrenaturais ou supersticiosas para seus supostos efeitos. Em algumas, a prática tem plausibilidade de eficácia, mas tem demasiados efeitos colaterais quando comparado com as opções da medicina convencional[carece de fontes?]. Medicina alternativa se distingue da medicina experimental, que emprega o método científico para testar terapias plausíveis através de ensaios clínicos de forma responsável e ética, produzindo evidências seja da eficácia ou da ineficácia. Pesquisas em terapias alternativas frequentemente não seguem protocolos de pesquisa adequados (tais como o uso de grupo-controle com placebo, experimentos às cegas e cálculos usando probabilidade a priori, resultando em conclusões inválidas.
A homeopatia, por exemplo, que é uma das formas mais conhecidas de terapia alternativa, tem como base um conjunto de crenças nunca comprovadas cientificamente, como a 'cura pela semelhança' e a 'memória da água', não tem efeito além do placebo em testes duplo ou triplo-cego, e ainda assim é considerada uma especialidade médica no Brasil.

## Medicina e Ciência
A Medicina tem como princípio adotar novos tratamentos apenas quando estes tem eficácia, indicações e segurança comprovados cientificamente. O uso de terapias por médicos sem o reconhecimento pelos órgãos competentes é proibido.
O termo "medicina alternativa" é comumente usado para descrever práticas diversas medicina convencional. Contudo a utilização do termo medicina tem sido interpretado como exercício ilegal da profissão médica que nos termos da lei implica a restrição para o médico da prática de prescrever, ministrar ou aplicar, habitualmente, qualquer substância, bem como usar gestos, palavras ou qualquer outro meio (não inserido na prática médica) ou para os não médicos profissionais de saúde ou não, autodenominar-se médicos, prometer curas ou fazer diagnósticos sem ter habilitação médica.
Por outro lado em função da diversidade existente na prática médica associada a interpretação depreciativa do termo "alternativa" têm sido adotadas as expressões práticas integrativas e medicina complementar. Segundo Felice, (2000)  o campo da saúde comporta diferentes subunidades, as quais assumem posições distintas, quer pela sustentação teórica, quer pelo reconhecimento entre os sujeitos nas disputas no interior do campo, quer, ainda, pelo seu reconhecimento nos movimentos mais ampliados da sociedade. (p.60)
A postura da Organização Mundial de Saúde frente a utilização de tratamentos alternativos é a de orientar no sentido de ter cautela, devido ao fato de existirem muitos terapeutas despreparados seguindo teorias relacionadas a crenças, além de pessoas inescrupulosas que se valem da boa fé e falta de informação para ludibriar e obter benefícios próprios. Nos dias de hoje esta é uma recomendação válida na maioria das situações do cotidiano, e ocorre em todos os setores profissionais e comerciais.

### Reconhecimento científico
O princípio da hierarquia das evidências postulado por Sackett em 1989 estabelece as possíveis formas de verificar a validade de técnicas diagnósticas e terapêuticas:
1. . Técnicas cujos resultados diferem em função do pesquisador, respeitada a igualdade de condições dos experimentos são consideradas sob avaliação, ou invalidadas. Apesar da validade dos relatos de caso no sentido de estimular novas hipóteses, a evidência anedótica não é considerada válida na medicina.

### Outros termos
A medicina holística é outra mudança de marca da medicina alternativa. Nesse caso, as palavras equilíbrio e holismo costumam ser usadas ao lado de complementar ou integrativo, alegando levar em consideração uma pessoa "inteira", em contraste com o suposto reducionismo da medicina.

## Modalidades e formas de acesso
As terapias alternativas possuem princípios de ação catalogados por seus organizadores e teóricos, e incluem diferentes formas de acesso. Quanto à forma deste acesso, pode-se diferenciá-las em:
1. terapias que adotam o uso interno de substâncias de origem vegetal, animal ou mineral, que podem ser concentradas (Ayurveda, Fitoterapia), diluídas (Homeopatia, Florais e Aromaterapia), ou que utilizam meios físicos (Hidrocólonterapia, Ayurveda, Acupuntura, Moxabustão e Quiropraxia);
2. terapias que adotam o uso externo de substâncias de origem vegetal, animal ou mineral (Ayurveda, Cristaloterapia e Hidroterapia);
3. terapias que não utilizam substâncias (Cromoterapia, Reiki e Calatonia).

São consideradas, entre outras, práticas de medicina alternativa:
- Acupuntura
- Aromaterapia
- Arte terapia
- Auriculoterapia
- Ayurveda
- Biodança
- Cromoterapia
- Fitoterapia
- Florais de Bach
- Homeopatia
- Iridologia
- Magnetoterapia
- Medicina natural
- Medicina ortomolecular
- Musicoterapia
- Osteopatia
- Quiropraxia
- Reflexologia
- Reflexoterapia
- Reiki
- Tratamento espiritual